# 屋代忠知
屋代 忠知（やしろ ただとも）は、江戸時代中期の安房国北条藩世嗣。

## 略歴
3代藩主・屋代忠位の次男。正室は大河内松平正信の娘。継室は牧野成貞の養女。
本来なら安房北条藩の4代藩主となるはずだったが、父・忠位は正徳元年（1711年）に改易された。翌正徳2年（1712年）、忠知は42歳で没した。
子はなく、代わって弟・正勝が嫡子となった。